# Бахарлы (Ходжалинский район)
Бахарлы (азерб. Baharlı), до 2020 года Гушчубаба (азерб. Quşçubaba) до 1992 года Мошхмхат (азерб. Moşxmhat) или Мошхмаат, ранее Кушбаба (азерб. Quşbaba), Кушибаба или Кущи-баба — село в Гарабулагском сельском административно-территориальном округе Ходжалинского района Азербайджана.

## Название
В своде статистических данных о населении Закавказского края составленном по посемейным спискам 1886 года Ченахчинском сельском обществе Шушинского уезда Елисоветпольской губернии указано село Кущи-баба (Мош-Хамгат).
В административном делении Азербайджанской ССР на 1933 год в Автономной Области Нагорного Карабаха в Мадаткендском сельсовете указано село Кушбаба (азерб. Quşbaba)
В административном делении Азербайджанской ССР на 1963 год Степанакертском районе Нагорно-Карабахской автономной области Азербайджанской ССР в Карабулакском сельском Совете указано село Мошхмаат
Решением Милли Меджлиса Азербайджанской Республики № 428 от 29 декабря 1992 года село Мошхмхат (азерб. Moşxmhat) Ходжалинского района было переименовано в Гушчубаба (азерб. Quşçubaba).
Законом Милли Меджлиса Азербайджанской Республики № 196-VIQ от 20 ноября 2020 года село Гушчубаба (азерб. Quşçubaba) Ходжалинского района было переименовано в Бахарлы (азерб. Baharlı).

## География
Сёла Гарабулаг, Бахарлы, Демирчиляр, Мадаткенд входят в состав Гарабулагском сельского административно-территориального округа Ходжалинского района при этом село Гарабулаг является центром этого сельского административно-территориального округа.

## История
В советский период на 1 января 1977 года село называлось Мошхмаат и входило в состав Карабулакского сельсовета Степанакертского района Нагорно-Карабахской автономной области (НКАО) Азербайджанской ССР. Указом Президиума Верховного Совета Азербайджанской ССР от 15 мая 1978 года было постановлено утвердить решение исполнительного комитета областного Совета народных депутатов Нагорно-Карабахской автономной области (НКАО) о переносе центра Степанакертского района из города Степанакерт (ныне Ханкенди) в рабочий посёлок Аскеран и переименовании Степанакертского района в Аскеранский район. В результате это село оказалось в составе Аскеранского района НКАО Азербайджанской ССР.
2 сентября 1991 года на совместной сессии Нагорно-Карабахского областного и Шаумяновского районного Советов народных депутатов была принята Декларация о провозглашении Нагорно-Карабахской Республики в границах Нагорно-Карабахской автономной области (НКАО) и сопредельного Шаумяновского района Азербайджанской ССР.
26 ноября 1991 года Верховный Совет Азербайджанский Республики принял Закон «Об упразднении Нагорно-Карабахской автономной области Азербайджанской Республики». В этом Законе помимо упразднения Нагорно-Карабахской Автономной Области (НКАО), было постановлено в том числе также и упразднение Аскеранского района, образование Ходжалинского района с центром в городе Ходжалы и передача территории упразднённого Аскеранского района в состав Ходжалинского района. Таким образом, село оказалось в составе уже Ходжалинского района.
Решением Милли Меджлиса Азербайджанской Республики № 428 от 29 декабря 1992 года село Мошхмхат (азерб. Moşxmhat) Ходжалинского района было переименовано в Гушчубаба (азерб. Quşçubaba).
В результате Карабахского конфликта, село в начале 1990-х годов попало под контроль непризнанной Нагорно-Карабахской Республики (НКР). Согласно административно-территориальному делению Нагорно-Карабахской Республики село располагалось в Аскеранском районе НКР и называлось Мошхмгат (арм. Մոշխմհատ).
7 ноября 2020 года, в ходе 44-дневной войны, Президент Азербайджана Ильхам Алиев объявил о восстановлении контроля над селом.
Законом Милли Меджлиса Азербайджанской Республики № 196-VIQ от 20 ноября 2020 года село Гушчубаба (азерб. Quşçubaba) Ходжалинского района было переименовано в Бахарлы (азерб. Baharlı). В настоящее время это село Бахарлы и входит в состав Гарабулагского сельского административно-территориального округа Ходжалинского района Азербайджана.